# Sonate K. 127
La sonate K. 127 (F.86/L.186) en la bémol majeur est une œuvre pour clavier du compositeur italien Domenico Scarlatti.

## Présentation
La sonate K. 127 en la bémol majeur, notée Allegro, a une découpe régulière et sans surprises, de petites sections de quatre mesures, ce qui l'apparente à une danse.

## Manuscrits
Le manuscrit principal est le numéro 30 du volume XV de Venise (1749), copié pour Maria Barbara ; les autres sont Parme II 21, Münster IV 36 et Vienne B 36.

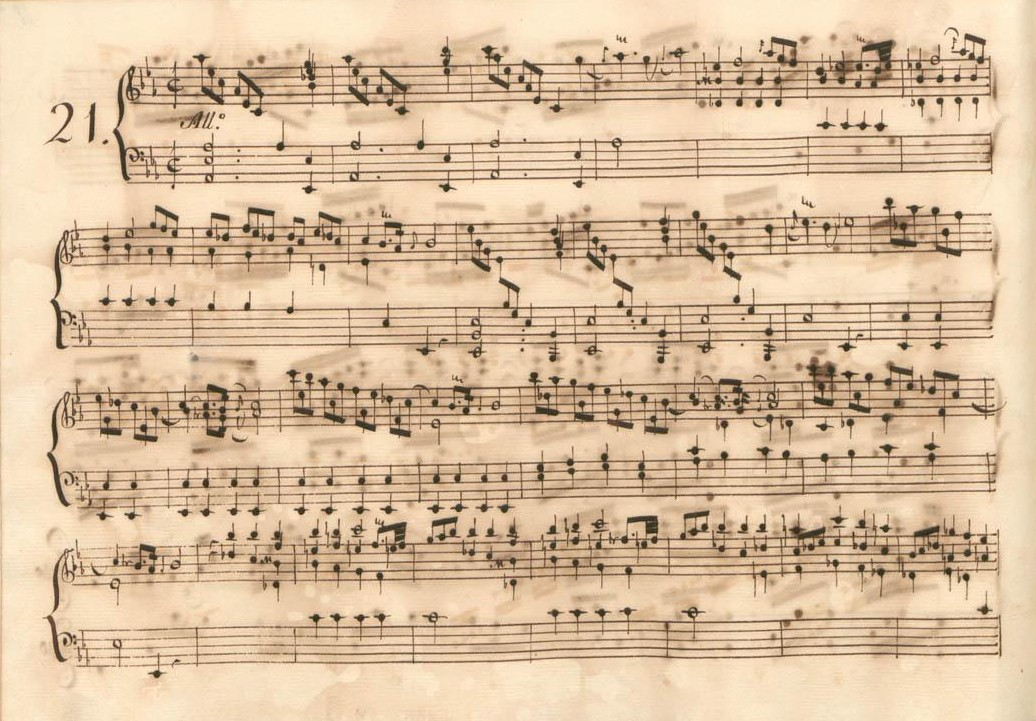
Parme II 21.
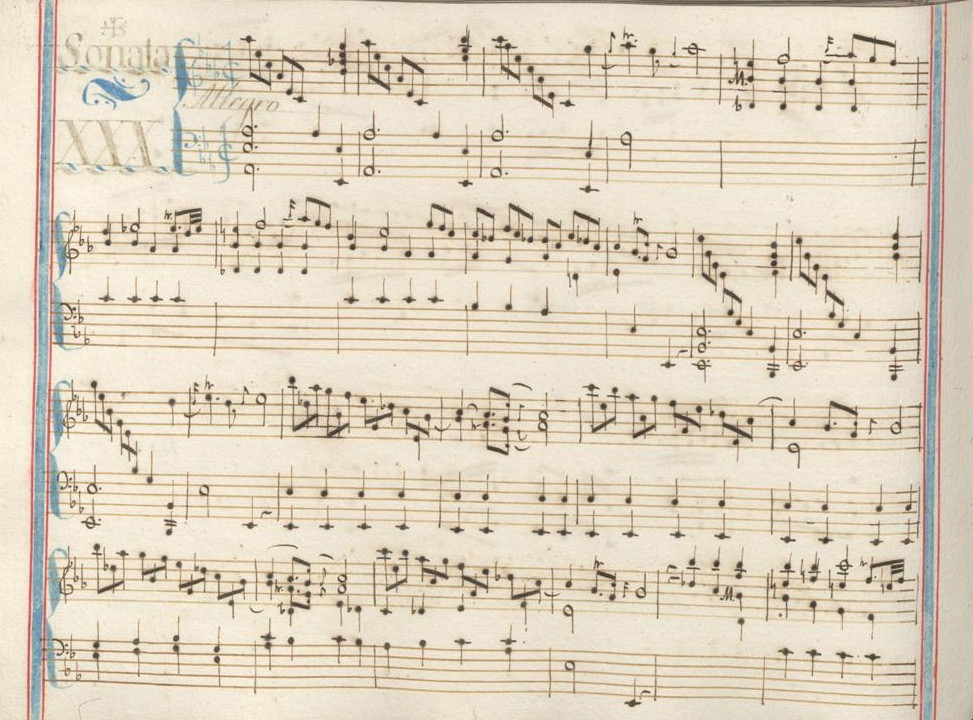
Venise XV 30.
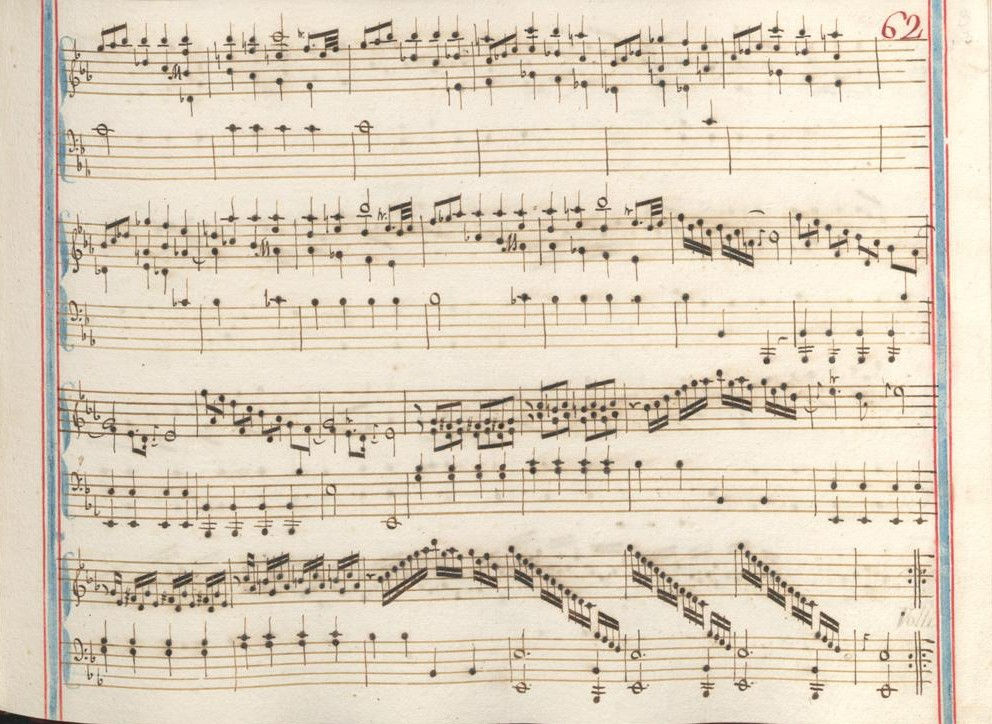
Venise XV 30 (fin de la première section).

## Interprètes
La sonate K. 127 est défendue au piano, notamment par Danièle Dechenne (nl) (1979, Musical Heritage Society), Vladimir Horowitz (1981, RCA/Sony), Soyeon Lee (2006, Naxos, vol. 8), Carlo Grante (2009, Music & Arts, vol. 1) et Heidi Kommerell (1999, Audite) ; au clavecin par Scott Ross (1985, Erato), Richard Lester (2005, Nimbus, vol. 6), Pieter-Jan Belder (Brilliant Classics, vol. 3) et Diego Ares (2012, Pan Classics). Susan Miron (2005, Centaur Records) la joue à la harpe.

## Sources
: document utilisé comme source pour la rédaction de cet article.
- Ralph Kirkpatrick (trad. de l'anglais par Dennis Collins), Domenico Scarlatti, Paris, Lattès, coll. « Musique et Musiciens », 1982 (1re éd. 1953 (en)), 493 p. (ISBN 978-2-7096-0118-4, OCLC 954954205, BNF 34689181).
- Alain de Chambure, « Domenico Scarlatti : Intégrale des sonates — Scott Ross », Erato (2564-62092-2), 1985 (OCLC 891183737) .